# 꽃며느리밥풀
꽃며느리밥풀은 열당과에 속하는 반기생성 한해살이풀이다. 현삼과로 분류되기도 한다. 한반도 각지에서 자란다.

## 생태
높이는 30-50cm이고, 뭉툭하게 네모진 줄기에는 짧은 털이 있다. 좁은 달걀 모양 잎은 마주나며, 잎 가장자리는 밋밋하다. 꽃은 삭과이며 7-8월에 붉은색으로 핀다. 긴 통 모양으로 생긴 꽃부리는 끝이 입술처럼 두 갈래로 갈라졌으며, 아랫입술 꽃잎 가운데에 마치 밥알처럼 생긴 흰색 무늬가 두 개 있다.

## 사진

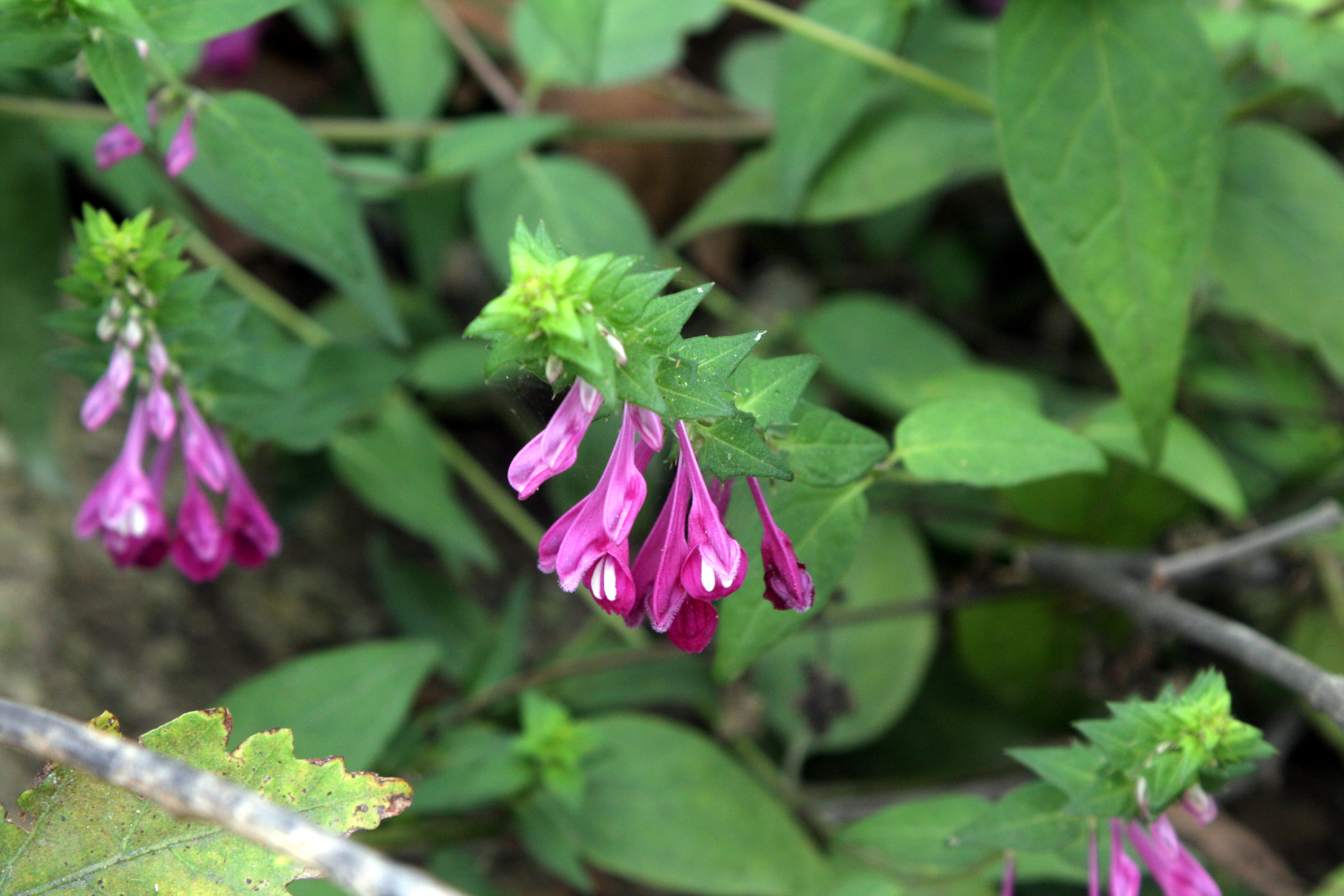
꽃
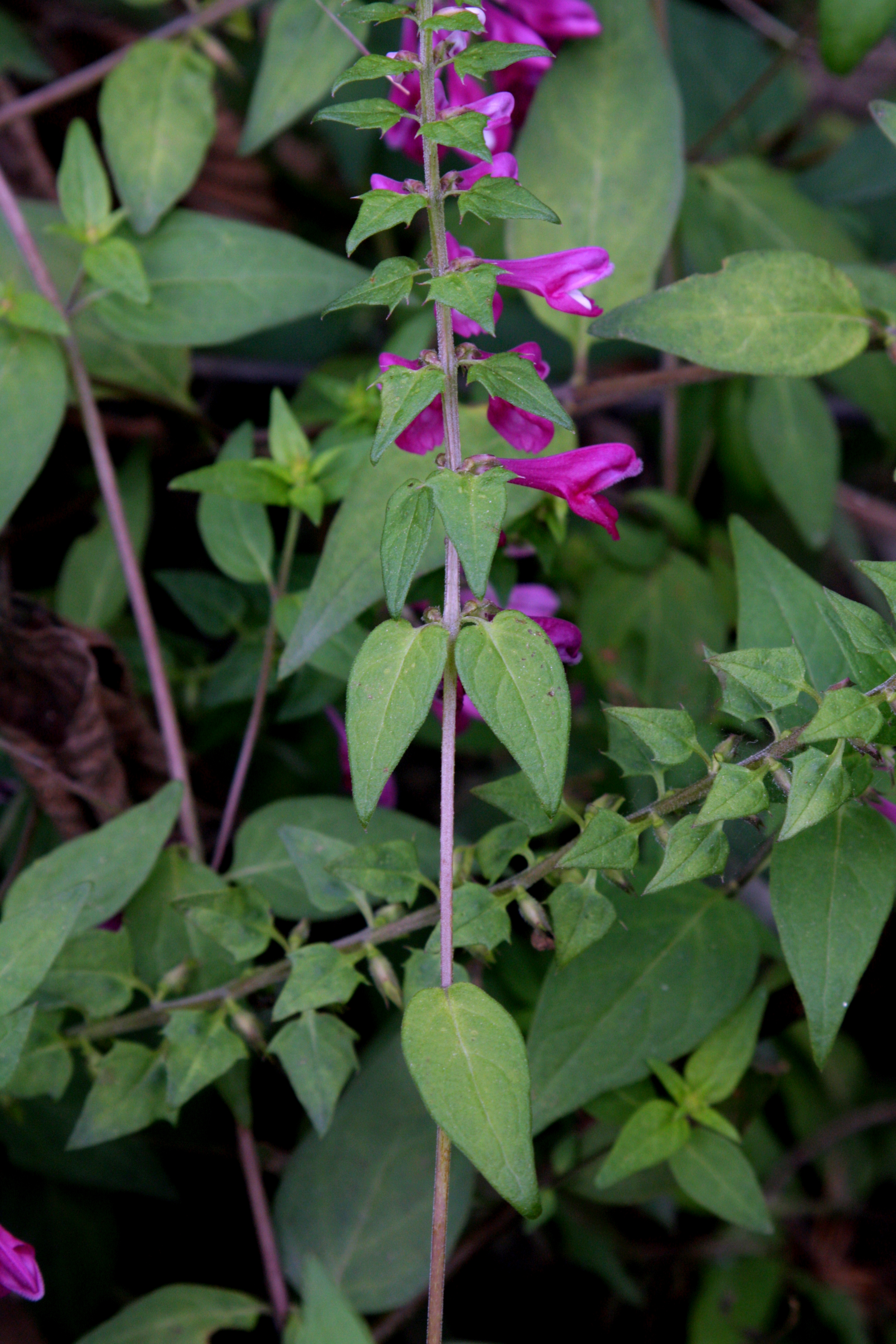
잎가지
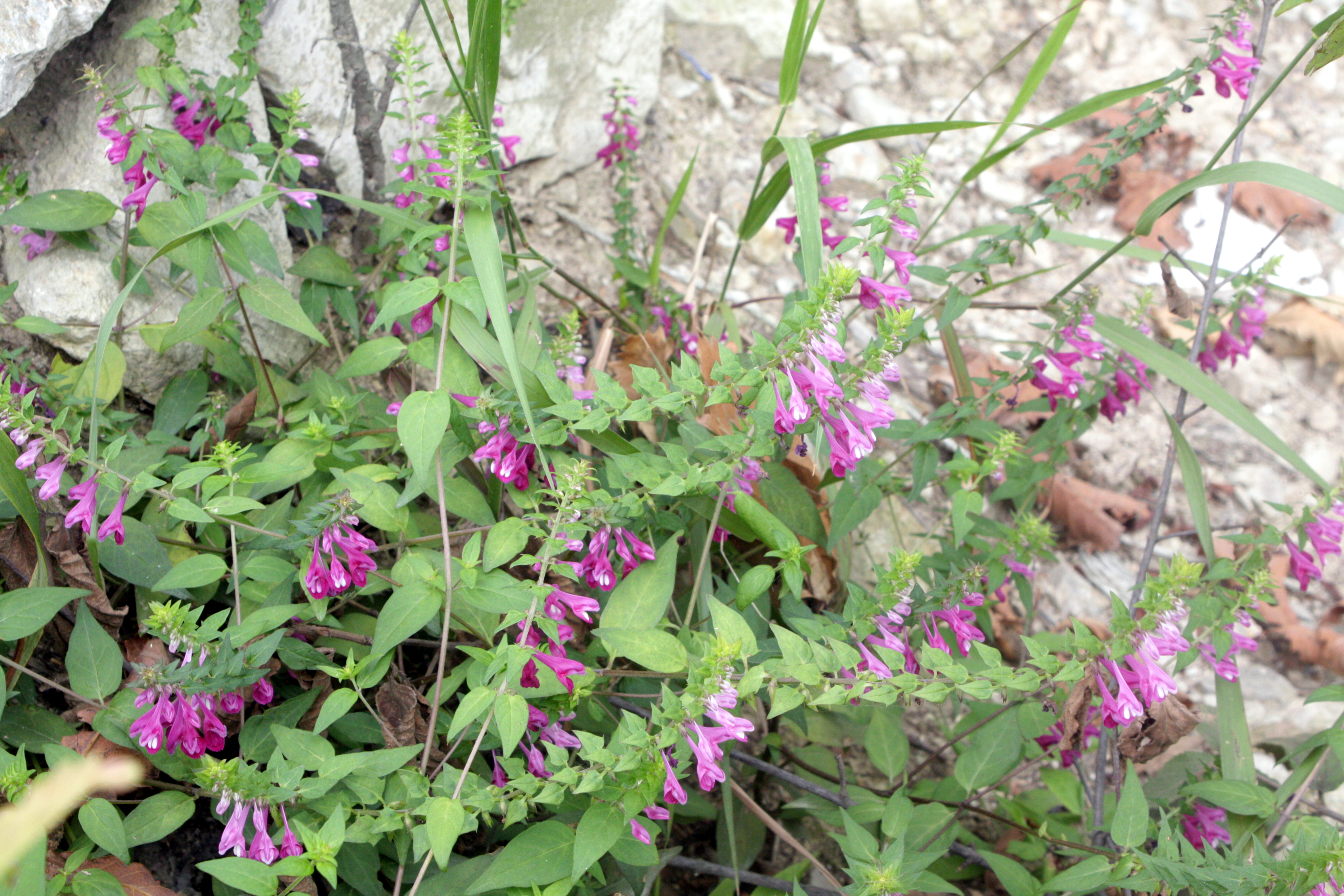
무리

## 참고 문헌
- 이 문서에는 다음커뮤니케이션(현 카카오)에서 GFDL 또는 CC-SA 라이선스로 배포한 글로벌 세계대백과사전의 내용을 기초로 작성된 글이 포함되어 있습니다.